# Nasif Estefano
Nasif Moisés Estéfano (Concepción, Tucumán, 18 november 1932 – Aimogasta, La Rioja, 21 oktober 1973) was een Formule 1-coureur uit Argentinië. Hij reed 2 Grands Prix; de Grand Prix van Argentinië van 1960 voor het team Scuderia Centro Sud en de Grand Prix van Italië van 1962 voor het team Scuderia de Tomaso.
Hij raakte al vroeg in zijn leven geïnteresseerd in autosport omdat zijn familie een garage bezat langs de doorgaande weg in zijn geboorteplaats. 
In 2006 is er een museum geopend ter ere van "El Calif" of "El Turco" zoals hij genoemd werd vanwege zijn Libanese achtergrond.